# Platygaster abisares
Platygaster abisares är en stekelart som beskrevs av Walker 1836. Platygaster abisares ingår i släktet Platygaster och familjen gallmyggesteklar. Inga underarter finns listade i Catalogue of Life.